# コロムビア・ファッション・カレッジ

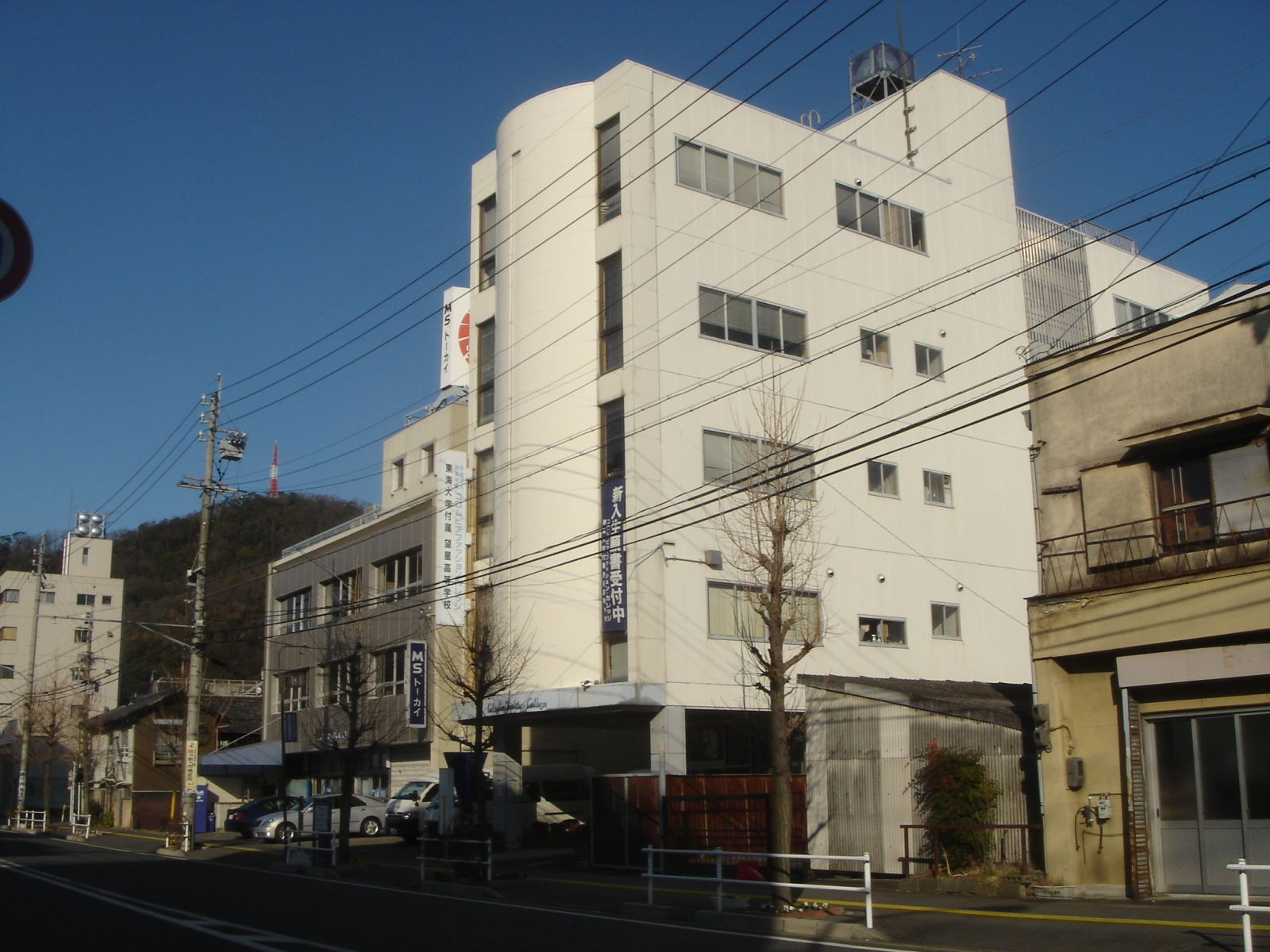

コロムビア・ファッション・カレッジとは、学校法人岐阜学園が運営する岐阜市にある専修学校。文化服装学院連鎖校である。

## 学科
- 研究科（2年）
- 本科（2年）
- 専科（1年）
- デザイン技術養成科（1年）

## 沿革
- 1943年（昭和18年）5月 - 羽島郡竹ヶ鼻町（現・羽島市）に草野洋裁学院として開校。
- 1950年（昭和25年）2月 - コロンビア洋裁学院に改称する。
- 1953年（昭和28年）11月 - 学校法人化。岐阜市西玉宮町に移転。
- 1965年（昭和40年） - 岐阜市元町に移転。
- 1976年（昭和51年） - コロムビア・ファッション・カレッジに改称。
- 1987年（昭和62年） - 現在地に移転
- 1991年（平成3年） - 中学校卒業者を対象とした高等課程服飾教育科を設置（東海大学付属望星高等学校と提携し、高等学校（普通科）卒業資格を得ることが可能）。
- 2016年（平成28年） - 東海大学付属望星高等学校を解消し、高等課程服飾教育科を廃止。

## 所在地
- 岐阜県岐阜市竜田町1-7-1

## 交通機関
- 岐阜バス「竜田町」バス停下車、徒歩5分
- 名古屋鉄道名古屋本線・各務原線名鉄岐阜駅より徒歩15分